# Dangeau
Pour les articles homonymes, voir Dangeau (homonymie).
Dangeau est une commune nouvelle, située dans le département d'Eure-et-Loir en région Centre-Val de Loire, créée le 1er janvier 2018.
Elle est issue du regroupement de trois communes : Bullou, Dangeau (ancienne commune) et Mézières-au-Perche, sous le statut de commune nouvelle, sans création de communes déléguées.

## Géographie

### Climat
Pour des articles plus généraux, voir Climat du Centre-Val de Loire et Climat d'Eure-et-Loir.
En 2010, le climat de la commune est de type climat océanique dégradé des plaines du Centre et du Nord, selon une étude du CNRS s'appuyant sur une série de données couvrant la période 1971-2000. En 2020, Météo-France publie une typologie des climats de la France métropolitaine dans laquelle la commune est exposée à un climat océanique altéré et est dans la région climatique Moyenne vallée de la Loire, caractérisée par une bonne insolation (1 850 h/an) et un été peu pluvieux.
Pour la période 1971-2000, la température annuelle moyenne est de 10,6 °C, avec une amplitude thermique annuelle de 14,7 °C. Le cumul annuel moyen de précipitations est de 643 mm, avec 11 jours de précipitations en janvier et 7,5 jours en juillet. Pour la période 1991-2020, la température moyenne annuelle observée sur la station météorologique de Météo-France la plus proche, sur la commune de Blandainville à 11 km à vol d'oiseau, est de 11,2 °C et le cumul annuel moyen de précipitations est de 626,2 mm,. Pour l'avenir, les paramètres climatiques de la commune estimés pour 2050 selon différents scénarios d'émission de gaz à effet de serre sont consultables sur un site dédié publié par Météo-France en novembre 2022.

## Urbanisme

### Typologie
Au 1er janvier 2024, Dangeau est catégorisée commune rurale à habitat dispersé, selon la nouvelle grille communale de densité à 7 niveaux définie par l'Insee en 2022.
Elle est située hors unité urbaine et hors attraction des villes,.

### Risques majeurs
Le territoire de la commune de Dangeau est vulnérable à différents aléas naturels : météorologiques (tempête, orage, neige, grand froid, canicule ou sécheresse), inondationset séisme (sismicité très faible). Il est également exposé à un risque technologique,  le transport de matières dangereuses. Un site publié par le BRGM permet d'évaluer simplement et rapidement les risques d'un bien localisé soit par son adresse soit par le numéro de sa parcelle.

#### Risques naturels
Certaines parties du territoire communal sont susceptibles d’être affectées par le risque d’inondation par débordement de cours d'eau, notamment la Foussarde, le Loir et l'Ozanne. La commune a été reconnue en état de catastrophe naturelle au titre des dommages causés par les inondations et coulées de boue survenues en 1995, 1999 et 2001,.

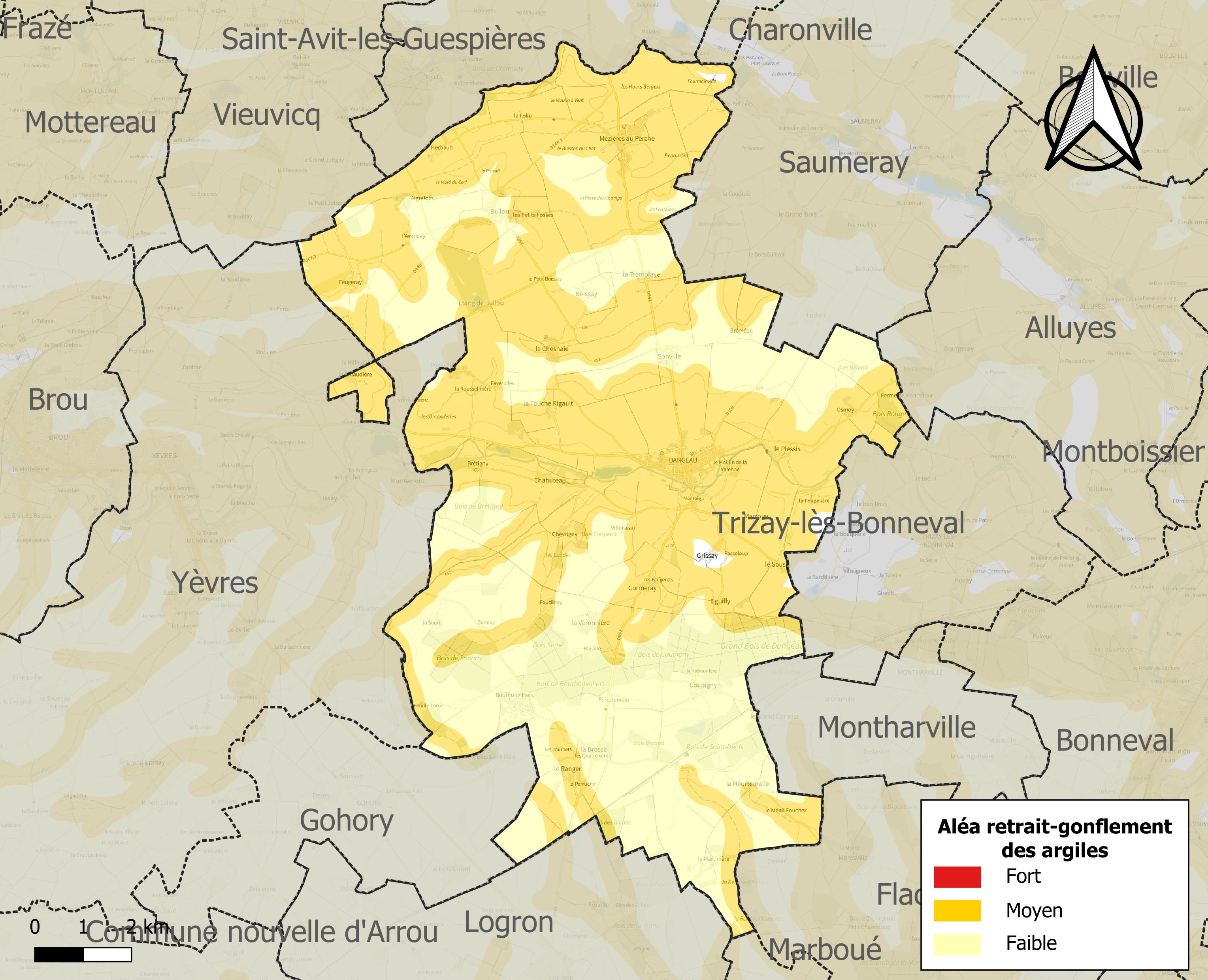
Carte des zones d'aléa retrait-gonflement des sols argileux de Dangeau.

Le retrait-gonflement des sols argileux est susceptible d'engendrer des dommages importants aux bâtiments en cas d’alternance de périodes de sécheresse et de pluie. 61,2 % de la superficie communale est en aléa moyen ou fort (52,8 % au niveau départemental et 48,5 % au niveau national). Sur les 734 bâtiments dénombrés sur la commune en 2019, 561 sont en aléa moyen ou fort, soit 76 %, à comparer aux 70 % au niveau départemental et 54 % au niveau national. Une cartographie de l'exposition du territoire national au retrait gonflement des sols argileux est disponible sur le site du BRGM,.
Concernant les mouvements de terrains, la commune a été reconnue en état de catastrophe naturelle au titre des dommages causés par des mouvements de terrain en 1999.

#### Risques technologiques
Le risque de transport de matières dangereuses sur la commune est lié à sa traversée par des infrastructures routières ou ferroviaires importantes ou la présence d'une canalisation de transport d'hydrocarbures. Un accident se produisant sur de telles infrastructures est en effet susceptible d’avoir des effets graves au bâti ou aux personnes jusqu’à 350 m, selon la nature du matériau transporté. Des dispositions d’urbanisme peuvent être préconisées en conséquence.

## Toponymie
Voir celle de l'ancienne commune de Dangeau.

## Histoire
Il convient de se reporter aux articles consacrés aux anciennes communes fusionnées.

## Politique et administration

### Anciennes communes
La commune nouvelle est formée par la réunion de 3 anciennes communes :
- Dangeau (ancienne commune), associée à la communauté de communes du Bonnevalais ;
- Bullou et Mézières-au-Perche, précédemment associées à la communauté de communes du Perche-Gouët, rejoignent celle du Bonnevalais.

| Nom                | Code Insee | Intercommunalité   | Superficie (km2) | Population (dernière pop. légale) | Densité (hab./km2) |
| ------------------ | ---------- | ------------------ | ---------------- | --------------------------------- | ------------------ |
| Dangeau (siège)    | 28127      | CC Bonnevalais     | 39,63            |                                   | 23                 |
| Bullou             | 28066      | CC du Perche Gouët | 9,14             |                                   | 26                 |
| Mézières-au-Perche | 28250      | CC du Perche Gouët | 6,11             |                                   | 22                 |

### Liste des maires
| Période      | Période  | Identité           | Étiquette | Qualité |
| ------------ | -------- | ------------------ | --------- | ------- |
| janvier 2018 | mai 2020 | Philippe Villedieu |           |         |
| mai 2020     | En cours | Olivier Houdy      | SE        |         |

### Élections du 15 mars 2020
Pour un article plus général, voir Élections municipales de 2020 en Eure-et-Loir.
- Maire sortant : Philippe Villedieu (ne se représente pas)
- 19 sièges à pourvoir au conseil municipal (population légale 2017 : 1 274 habitants)
- 4 sièges à pourvoir au conseil communautaire (communauté de communes du Bonnevalais)

|                | Olivier Houdy     | Liste républicaine Ensemble pour Dangeau | 269 | 50,65  | 15 | 3 |  |  |
|                | Laetitia Crespeau | Un choix pour l'avenir                   | 262 | 49,34  | 4  | 1 |  |  |
|                |                   |                                          |     |        |    |   |  |  |
| Inscrits       | Inscrits          | Inscrits                                 | 959 | 100,00 |    |   |  |  |
| Abstentions    | Abstentions       | Abstentions                              | 412 | 42,96  |    |   |  |  |
| Votants        | Votants           | Votants                                  | 547 | 57,04  |    |   |  |  |
| Blancs et nuls | Blancs et nuls    | Blancs et nuls                           | 16  | 1,67   |    |   |  |  |
| Exprimés       | Exprimés          | Exprimés                                 | 531 | 55,37  |    |   |  |  |

## Population et société

### Démographie
L'évolution du nombre d'habitants est connue à travers les recensements de la population effectués dans la commune depuis sa création.

En 2022, la commune comptait 1 260 habitants, en évolution de −1,79 % par rapport à 2016 (Eure-et-Loir : −0,23 %, France hors Mayotte : +2,11 %).
| 2015  | 2020  | 2022  |
| ----- | ----- | ----- |
| 1 291 | 1 250 | 1 260 |

## Économie
N.B. : il convient de se reporter aux articles consacrés aux anciennes communes fusionnées.

## Culture et patrimoine
N.B. : il convient de consulter les sections correspondantes dans les articles relatifs aux anciennes communes.

### Lieux et monuments

#### Église Saint-Georges-et-Saint-Pierre
XIIe et XVIe siècles,  Classé MH (1959) ;

### Personnalités liées à la commune
- Philippe de Courcillon, marquis de Dangeau, né au château de Dangeau en 1638 et mort à Paris en 1720, militaire, diplomate et mémorialiste français ;
- Louis de Courcillon de Dangeau dit abbé de Dangeau (1643-1723), homme d'église et grammairien, frère du précédent ;
- Jacques Madubost (1944-2018), athlète international, champion d'Europe de saut en hauteur en 1966, y est né ;
- Cécile Corbel (1980- ), harpiste et chanteuse française, réside à temps partiel dans la commune et y enregistre ses productions[22].

### Héraldique
| Blason de Dangeau | Blason  | D'argent à la bande fuselée de gueules, surmontée d'un lion d'azur (de sable -BB-). |
| Blason de Dangeau | Détails | Le statut officiel du blason reste à déterminer.                                    |